# Bouguenais
Bouguenais är en kommun i departementet Loire-Atlantique i regionen Pays de la Loire i nordvästra Frankrike. Kommunen ligger i kantonen Rezé som tillhör arrondissementet Nantes. År 2022 hade Bouguenais 20 590 invånare.

## Befolkningsutveckling
Antalet invånare i kommunen Bouguenais
| Referens: INSEE |